# August Lutz
August Lutz aus Heilbronn war ein um 1800 wirkender deutscher Miniaturmaler.
Datierte Werke von Lutz stammen aus den Jahren 1792 bis 1815. Als Wirkungsorte werden Heilbronn und Nürnberg genannt. Georg Kaspar Nagler schreibt, er wäre um 1800 Handlungs-Commis in Nürnberg gewesen, habe aber zuletzt die Kaufmannschaft mit der Kunst vertauscht. Ein ähnlicher Eintrag existiert bereits für das Jahr 1790, wo ein August Lutz als „Handlungscommis im Boerner’schen Manufacturgeschäft zu Nürnberg“ bezeichnet wird. In Nürnberg war er ein Zeitgenosse des Malers und Radierers Joseph Anton Lutz († 1824), wobei eine Verbindung zwischen den beiden nahezu gleichnamigen Malern jedoch ungeklärt ist.
Eine Miniatur von Lutz befand sich im Besitz des Hamburger Kunstsammlers Hermann Emden.